# AK Mihovil
Auto klub Mihovil, hrvatski automobilistički klub iz Šibenika. Sjedište je u Prilaz tvornice 39. Organiziraju Nagradu Grada Skradina, Nagradu AK Mihovil i dr. Suorganizatori su Cup Super slaloma u Trilju, uz SAK BMW Zagora te SAK Split.

## Vanjske poveznice
- AK Mihovil
- Racing.hr  Arhivirana inačica izvorne stranice od 14. studenoga 2019. (Wayback Machine)